# Michael Jackson albumdiszkográfiája
Ez Michael Jackson amerikai énekes, zenész albumainak diszkográfiája. Tartalmazza a stúdióalbumokat és válogatásalbumokat is, valamint elért legfelső helyezésüket az amerikai Billboard 200-on és a brit albumslágerlistán, illetve az elkelt példányszámot (világszerte).

## Albumok

### Stúdióalbumok
| Év   | Album                                                                   | Legmagasabb helyezés | Legmagasabb helyezés | Legmagasabb helyezés | Legmagasabb helyezés | Legmagasabb helyezés | Legmagasabb helyezés | Legmagasabb helyezés | Eladások világszerte          |
| Év   | Album                                                                   | USA                  | KAN                  | UK                   | FRA                  | GER                  | JPN                  | AUS                  | Eladások világszerte          |
| ---- | ----------------------------------------------------------------------- | -------------------- | -------------------- | -------------------- | -------------------- | -------------------- | -------------------- | -------------------- | ----------------------------- |
| 1972 | Got to Be There - Megjelent: 1972. január 1. - Kiadó: Motown Records    | 14                   | —                    | 37                   | 121                  | —                    | —                    | —                    | —                             |
| 1972 | Ben - Megjelent: 1972. augusztus 4.                                     | 5                    | 12                   | 17                   | 162                  | —                    | —                    | 65                   | —                             |
| 1973 | Music & Me - Megjelent: 1973. április 13.                               | 92                   | —                    | —                    | 108                  | —                    | —                    | 27                   | -                             |
| 1975 | Forever, Michael - Megjelent: 1975. január 16.                          | 101                  | —                    | —                    | —                    | —                    | —                    | —                    | —                             |
| 1979 | Off the Wall - Megjelent: 1979. augusztus 10. - Kiadó: Epic (EK #35745) | 3                    | 4                    | 3                    | 27                   | 25                   | 26                   | 1                    | 20 million                    |
| 1982 | Thriller - Megjelent: 1982. november 30. - Kiadó: Epic (EK #38112)      | 1                    | 1                    | 1                    | 1                    | 1                    | 1                    | 1                    | 50-110 million1               |
| 1987 | Bad - Megjelent: 1987. augusztus 31. - Kiadó: Epic (EK #40600)          | 1                    | 1                    | 1                    | 1                    | 1                    | 1                    | 2                    | 30 million                    |
| 1991 | Dangerous - Megjelent: 1991. november 13. - Kiadó: Epic (EK #45400)     | 1                    | 3                    | 1                    | 1                    | 1                    | 4                    | 1                    | 32 million                    |
| 1995 | HIStory - Megjelent: 1995. június 16. - Kiadó: Epic (EK #59000)         | 1                    | 1                    | 1                    | 1                    | 1                    | 4                    | 1                    | 20 million (40 million units) |
| 2001 | Invincible - Megjelent: 2001. október 30. - Kiadó: Epic (EK #69400)     | 1                    | 3                    | 1                    | 1                    | 1                    | 5                    | 1                    | 13 million                    |

Megjegyzések
- 1 Nincs egyetértés a médiában a Thriller eladási adatait illetően. Egyes források szerint 50 millió, más forrás szerint 65, illetve 110 millió az eladott példányszám.

A HIStory: Past, Present and Future kétlemezes album, az első lemez, a HIStory Begins válogatásalbum, a második, a HIStory Continues új stúdióalbum. Az első lemez külön is megjelent.

### Albumminősítések
| Év   | Album        | USA                      | UK                      | GER                    | FRA                     | KAN                     | AUS                     | MEX                     | JPN                      |
| ---- | ------------ | ------------------------ | ----------------------- | ---------------------- | ----------------------- | ----------------------- | ----------------------- | ----------------------- | ------------------------ |
| 1972 | Ben          | -                        | ezüst (60 000)          | -                      | -                       | -                       | -                       | -                       | -                        |
| 1979 | Off The Wall | 8x platina (8 000 000)   | platina (300 000)       | -                      | 3x platina (300 000)    | platina (100 000)       | 5x platina (350 000)    | 3x platina (500 000)    | 2x platina1 (500 000)    |
| 1982 | Thriller     | 33x platina (33 000 000) | 11x platina (3 300 000) | 3x platina (1 500 000) | 30x platina (3 000 000) | 20x platina (2 000 000) | 15x platina (1 050 000) | 12x platina (1 600 000) | 10x platina1 (2 500 000) |
| 1987 | Bad          | 8x platina (8 000 000)   | 13x platina (3 900 000) | 4x platina (2 000 000) | 10x platina (1 000 000) | 7x platina (700 000)    | 6x platina (420 000)    | platina (350 000)       | 4x platina1 (1 000 000)  |
| 1991 | Dangerous    | 7x platina (7 000 000)   | 6x platina (1 800 000)  | 4x platina (2 000 000) | 10x platina (1 000 000) | 6x platina (600 000)    | 9x platina (630 000)    | 2x platina (600 000)    | 3x platina (800 000)     |
| 1995 | HIStory      | 7x platina (3 500 000)   | 4x platina (1 200 000)  | 3x platina (1 500 000) | 10x platina (1 000 000) | 5x platina (500 000)    | 8x platina (560 000)    | platina (350 000)       | 3x platina (750 000)     |
| 2001 | Invincible   | 2x platina (2 138 000)   | platina (300 000)       | platina (300 000)      | platina (300 000)       | platina (100 000)       | 2x platina (140 000)    | arany (100 000)         | 2x arany (200 000)       |

Megjegyzés
- 1 A RIAJ minősítés rendszere 1989-ig nem volt bevezetve Japánban. 1989 előtt minden minősítés a lemezeladásokon alapult.

### Egyéb albumok (remix stb.)
| Év   | Cím                                                                                                | Helyezés        | Helyezés | Eladott példányszám |
| Év   | Cím                                                                                                | US              | UK       | Eladott példányszám |
| ---- | -------------------------------------------------------------------------------------------------- | --------------- | -------- | ------------------- |
| 1984 | Farewell My Summer Love - Stúdió- és válogatásalbum - Megjelent: 1984. május 8.                    | 46              | 9        | –                   |
| 1987 | The Michael Jackson Mix - Remixalbum - Megjelent: 1987. május 11.                                  | –               | 27       | –                   |
| 1997 | Blood on the Dance Floor: HIStory in the Mix - Stúdióalbum/Remixalbum - Megjelent: 1997. május 11. | 24              | 1        | 6 000 000           |
| 2008 | Thriller 25 - Újrakiadás/Stúdióalbum - Megjelent: 2008. február 12.                                | 1 Catalog chart | 3        | 3 000 000+          |

Egyes országokban a Thriller – 25th Anniversary Edition új albumnak számít és nem számítják az eredeti Thriller album eladási adataihoz.

### Posztumusz albumok
| Év   | Cím                                                   | Helyezés | Helyezés | Eladott példányszám |
| Év   | Cím                                                   | US       | UK       | Eladott példányszám |
| ---- | ----------------------------------------------------- | -------- | -------- | ------------------- |
| 2010 | Michael - Kiadó: Epic - Megjelent: 2010. december 10. | 3        | 4        | –                   |
| 2014 | Xscape - Kiadó: Epic - Megjelent: 2014. május 13.     | 2        | 1        | –                   |

### Koncertfelvételek
- One Night in Japan (2009)[44]

### Válogatásalbumok listája
Michael Jackson összes válogatásalbumának listája.
- A Collection of Michael Jackson’s Oldies (1972)
- The Best of Michael Jackson (1975)
- Motown Superstar Series, Vol. 7 (1980)
- Superstar (1980)
- One Day in Your Life (1981)
- Michael Jackson & The Jackson 5 (1983)
- Fliphits (1983)
- 18 Greatest Hits (1983)[46]
- 9 Singles Pack (1983)
- 14 Greatest Hits (1984)
- 16 Greatest Hits (1984)
- Ain’t No Sunshine (1984)
- The Great Love Songs of Michael Jackson (1984)
- Anthology (1986)
- Looking Back to Yesterday (1986)
- Love Songs (Diana Ross-szal) (1987)
- The Michael Jackson Mix (1987)
- The Original Soul of Michael Jackson (1987)
- Singles Souvenir Pack (1988)
- Todo mi amor eres tu (1990)
- Motown Legends (1990)
- Five Remixes of the Track "Bad" (1991)
- Remix Collection (1992)
- 4 CD Singles Box (1992)
- Motown’s Greatest Hits (1992)
- Tour Souvenir Pack (1992)
- Dangerous Remix (1993)
- Rockin’ Robin (1993)
- Anthology: The Best of Michael Jackson (1995)
- HIStory (1995)
- Michael Jackson Story (1996)
- The Best of Michael Jackson & The Jackson 5ive (1997)
- 12 Inch Mixes (1998)
- Very Best of Michael Jackson (IMS) (1999)
- Early Classics (1999)
- 20th Century Masters - The Millennium Collection: The Best of Michael Jackson (2000)
- Universal Masters Collection (2001)
- Greatest Hits: HIStory, Vol. 1 (2001)
- Love Songs (2002)
- Very Best of Michael Jackson (Universal) (2002)
- Number Ones (2003)
- Michael Jackson: The Ultimate Collection (2004)
- Essential Collection (2005)
- Best 1200 (2005)
- The Essential Michael Jackson (2005)
- Collector’s Box (2005)
- Visionary: The Video Singles (2006)
- Colour Collection (2007)
- The Silver Spectrum Collection (2007)
- The Instrumental Hits of Michael Jackson (2007)
- Silver Collection (2007)
- '70s Pop (2007)
- Worth It (2008)
- Celebrating 25 Years of Thriller (2008)
- King of Pop (2008)
- Gold (2008)
- 50 Best Songs: The Motown Years (2008)
- Classic: Masters Collection (2008)
- The Masters Collection (2008)
- Classic (2009)

## Lásd még
- Michael Jackson kislemez-diszkográfiája
- Jackson 5-diszkográfia
- A világ legmagasabb példányszámban elkelt albumai